# Siphonodentalium minutum
Siphonodentalium minutum is een Scaphopodasoort uit de familie van de Gadilidae. De wetenschappelijke naam van de soort is voor het eerst geldig gepubliceerd in 1998 door Qi, Ma & Zhang.